# Michela Croatto
Michela Croatto (* 29. Juni 2002 in Villach) ist eine österreichische Fußballspielerin, die seit Sommer 2025 beim Hamburger SV unter Vertrag steht.

## Karriere

### Vereine
Michela Croatto wurde als Tochter einer Kärntnerin und eines Italieners geboren. Ihre sportliche Laufbahn startete sie 2010 beim Villacher Sportverein (VSV), 2018 wechselte sie zum SKN St. Pölten. In St. Pölten besuchte sie die Frauen-Akademie des Österreichischen Fußball-Bundes (ÖFB).
Nach einem einjährigen Gastspiel beim USV Neulengbach wechselte sie im Juli 2021 zum Bundesligisten SK Sturm Graz, mit dem sie 2022 und 2023 jeweils Vizemeister wurde. Zur Saison 2023/24 wechselte sie gemeinsam mit ihrer Mannschaftskollegin Julia Magerl in die deutsche Bundesliga zum Aufsteiger RB Leipzig. Im Juni 2025 gab der Hamburger SV, ebenfalls Aufsteiger, ihre Verpflichtung unter Trainerin Liése Brancão bekannt.

### Nationalmannschaft
Croatto absolvierte Einsätze in den Nationalteams der Altersklassen U16, U17 und U19. Ihr Debüt in der österreichischen A-Nationalmannschaft gab sie am 18. Juli 2023 in einem Freundschaftsspiel gegen Island, nachdem sie auf Grund des verletzungsbedingten Ausfalls von Verena Hanshaw von ÖFB-Teamchefin Irene Fuhrmann für dieses Länderspiel nachnominiert worden war; in der 76. Minute wurde sie für Marina Georgieva eingewechselt.